# Gulliver (edificio)
Il Gulliver (in ucraino Багатофункціональний комплекс?, Bahatofunkcional'nyj kompleks) è complesso composto da un grattacielo da 35 piani ad uso misto situato a Kiev in Ucraina.

## Descrizione
Si trova nel centro della città vicino alla stazione della metropolitana Palats Sportu.
La costruzione è iniziata nell'agosto 2003 per poi essere conclusa a novembre 2013.
È il secondo edificio più alto in assoluto a livello nazionale e l'edificio per uffici più alto del paese.
Il complesso è costituito da un edificio per uffici di 35 piani e un centro commerciale adiacente con cinema, ristoranti e altri luoghi di lavoro e di intrattenimento.
In origine l'edificio doveva essere chiamato "Continental", ma nel 2011 è stato chiamato "Gulliver" in riferimento al protagonista del  romanzo I viaggi di Gulliver di Jonathan Swift.